# 丘巴 (密蘇里州)
丘巴（英語：Cuba）是位於美國密蘇里州克勞福德縣的城市。

## 人口
根據2020年美國人口普查的數據，丘巴的面積為8.27平方千米，皆為陸地。當地共有人口3181人，而人口密度為每平方千米385人。